# Centro Universitário Unigran Capital
Centro Universitário Unigran Capital é uma instituição privada que se localiza na cidade de Campo Grande, Mato Grosso do Sul, Brasil.

## Índices no Ministério da Educação - MEC
Em 2017, a Unigran Capital recebeu conceito 4 do MEC no Índice Geral de Cursos (IGC), índice alcançado por 17% das Instituições de Ensino Superior do país e por apenas duas particulares em Mato Grosso do Sul: a Unigran Capital e a Unigran Dourados. A conquista posicionou a Unigran como uma das melhores instituições de ensino superior do Brasil.